# Ryan Fitzpatrick
Ryan Fitzpatrick (Gilbert, Arizona, Estados Unidos; 24 de noviembre de 1982) es un exjugador profesional de fútbol americano. Jugaba en la posición de quarterback.

## Carrera

### Universidad
Ryan Fitzpatrick asistió a la universidad en Harvard. Jugó en el equipo de fútbol americano para Harvard y estableció numerosos récords en la Ivy League.

### NFL
En 2005, Fitzpatrick fue seleccionado en la séptima ronda del draft de la NFL por los St. Louis Rams.
Después de dos temporadas jugando principalmente como el quarterback sustituto, Fitzpatrick fue cambiado a los Cincinnati Bengals. Posteriormente ha jugado para los Buffalo Bills, Tennessee Titans, Houston Texans, New York Jets, y Tampa Bay Buccaneers antes de firmar con los Miami Dolphins en 2019. Aunque Fitzpatrick no ha estado con ninguno de estos equipos por más de cuatro años, ha logrado ganar mucho tiempo jugando con todos ellos con períodos de juego excelente.

## Estadísticas
|         | Líder de la liga  |
| Negrita | Máximo de carrera |

### Temporada regular
| Año   | Equipo | Partidos | Partidos | Pase  | Pase  | Pase | Pase   | Pase | Pase | Pase | Pase  | Carrera | Carrera | Carrera | Carrera | Sacks | Sacks | Fumbles | Fumbles |
| Año   | Equipo | GP       | GS       | Comp  | Att   | Pct  | Yards  | Avg  | TD   | Int  | Rate  | Att     | Yds     | Avg     | TD      | Sck   | SckY  | Fum     | Lost    |
| ----- | ------ | -------- | -------- | ----- | ----- | ---- | ------ | ---- | ---- | ---- | ----- | ------- | ------- | ------- | ------- | ----- | ----- | ------- | ------- |
| 2005  | STL    | 4        | 3        | 76    | 135   | 56.3 | 777    | 5.8  | 4    | 8    | 58.2  | 14      | 64      | 4.6     | 2       | 9     | 49    | 3       | 1       |
| 2006  | STL    | 1        | 0        | 0     | 0     | 0    | 0      | 0    | 0    | 0    | 0     | 3       | 0       | 0       | 0       | 0     | 0     | 0       | 0       |
| 2007  | CIN    | 1        | 0        | 0     | 0     | 0    | 0      | 0    | 0    | 0    | 0     | 0       | 0       | 0       | 0       | 0     | 0     | 0       | 0       |
| 2008  | CIN    | 13       | 12       | 221   | 372   | 59.4 | 1,905  | 5.1  | 8    | 9    | 70.0  | 60      | 304     | 5.1     | 2       | 38    | 193   | 11      | 5       |
| 2009  | BUF    | 10       | 8        | 127   | 227   | 55.9 | 1,422  | 6.3  | 9    | 10   | 69.7  | 31      | 141     | 4.5     | 1       | 21    | 127   | 3       | 2       |
| 2010  | BUF    | 13       | 13       | 255   | 441   | 57.8 | 3,000  | 6.8  | 23   | 15   | 81.8  | 40      | 269     | 6.7     | 0       | 24    | 145   | 8       | 5       |
| 2011  | BUF    | 16       | 16       | 353   | 569   | 62.0 | 3,832  | 6.7  | 24   | 23   | 79.1  | 56      | 215     | 3.8     | 0       | 22    | 148   | 7       | 2       |
| 2012  | BUF    | 16       | 16       | 306   | 505   | 60.6 | 3,400  | 6.7  | 24   | 16   | 83.3  | 48      | 197     | 4.1     | 1       | 30    | 161   | 8       | 6       |
| 2013  | TEN    | 11       | 9        | 217   | 350   | 62.0 | 2,454  | 7.0  | 14   | 12   | 82.0  | 43      | 225     | 5.2     | 3       | 21    | 109   | 9       | 2       |
| 2014  | HOU    | 12       | 12       | 197   | 312   | 63.1 | 2,483  | 8.0  | 17   | 8    | 95.3  | 50      | 184     | 3.7     | 2       | 21    | 83    | 5       | 1       |
| 2015  | NYJ    | 16       | 16       | 335   | 562   | 59.6 | 3,905  | 6.9  | 31   | 15   | 88.0  | 60      | 270     | 4.5     | 2       | 19    | 94    | 5       | 2       |
| 2016  | NYJ    | 14       | 11       | 228   | 403   | 56.6 | 2,710  | 6.7  | 12   | 17   | 69.6  | 33      | 130     | 3.9     | 0       | 19    | 81    | 9       | 1       |
| 2017  | TB     | 6        | 3        | 96    | 163   | 58.9 | 1,103  | 6.8  | 7    | 3    | 86.0  | 15      | 78      | 5.2     | 0       | 7     | 34    | 0       | 0       |
| 2018  | TB     | 8        | 7        | 164   | 246   | 66.7 | 2,366  | 9.6  | 17   | 12   | 100.4 | 36      | 152     | 4.2     | 2       | 14    | 76    | 4       | 1       |
| 2019  | MIA    | 15       | 13       | 311   | 502   | 62.0 | 3,529  | 7.0  | 20   | 13   | 85.5  | 54      | 243     | 4.5     | 4       | 40    | 209   | 9       | 2       |
| 2020  | MIA    | 9        | 7        | 183   | 267   | 68.5 | 2,091  | 7.8  | 13   | 8    | 95.6  | 30      | 151     | 5.0     | 2       | 14    | 65    | 2       | 0       |
| Total | Total  | 165      | 146      | 3,069 | 5,054 | 60.7 | 34,977 | 6.9  | 223  | 169  | 82.3  | 573     | 2,623   | 4.6     | 21      | 299   | 1,574 | 83      | 30      |